# Martin Blochwitz
Martin Blochwitz (* 1602 vermutlich in Großenhain, Kurfürstentum Sachsen; † 10. September 1629 in Oschatz, Kurfürstentum Sachsen) war ein deutscher Mediziner. Er schuf das erste und heute noch als Standard geltende Werk über den Holunder und seine Anwendung.

## Leben

### Schule und Studium

Titelblatt der Dissertationsarbeit von 1626

Nach den Grundschuljahren in Großenhain wurde Blochwitz 1616 in die Fürstenschule Schulpforte bei Naumburg (Saale) aufgenommen und erlangte hier 1622 die Hochschulreife. Anschließend und bis 1626 studierte er Medizin an der Universität Leipzig. Die Doktorwürde erhielt er am 4. Juli 1626 an der Medizinischen Fakultät der Universität Basel.

### Leben und Arbeiten
Nach dem Studium arbeitete Blochwitz kurzzeitig in Großenhain. Möglicherweise schrieb er auch hier an seinem umfassende Werk über die „Anatomie des Holunders“. Zumindest lassen Verweise auf Patienten aus Großenhain darauf schließen. 
Im Jahr 1628 ließ sich Blochwitz als Stadtphysikus in Oschatz nieder.

### Früher Tod
Am 10. September 1629 starb Martin Blochwitz im Alter von 27 Jahren in Oschatz. Die Todesursache ist bisher nicht bekannt. In dieser Zeit des Dreißigjährigen Krieges (1618–1648) grassierte die Pest auch in Sachsen. Möglicherweise war auch Blochwitz erkrankt und verstarb daher so ungewöhnlich früh.

## Die Anatomie des Holunders

Titelblatt der Anatomia sambuci von 1631

In diesem Standardwerk beschreibt Martin Blochwitz auf 298 Seiten und in drei Abteilungen die alte Kulturpflanze. 
1. Abteilung: Die Botanik des Holunders mit Erläuterungen zur Herkunft des Namens, mit Ausführungen zu Standort, Wuchs und Eigenschaften
2. Abteilung: Die Zubereitung von Holunderessig, Holunderkreide, Holundermus, Holunderöl, Holunderpillen, Holundersalben, Holundersäften, Holundersirup, Holunderspiritus, Holunderwasser, Holunderwein und Holunderzucker beschreibt er ausführlich in sechs Kapiteln mit der Angabe von Rezepturen.
3. Abteilung: 33 Kapitel zur Behandlung häufig auftretender Erkrankungen. Rezepturen mit exakten Beschreibungen zur Herstellung von Medikamenten aus Holunderblüten, Holunderbeeren, Holundermark und Holunderrinde sowie zahlreiche Literaturhinweise zu den Ansichten prominenter Ärzte der Antike und des Mittelalters gaben den praktischen Ärzten in seiner Zeit Anleitungen zur „innerlichen“ und „äußerlichen“ Behandlung mit den verschiedensten Holunderpräparaten. So gibt Blochwitz Empfehlungen zur Therapie u. a. bei Brust- und Gebärmuttererkrankungen, Erfrierungen, Geschwulstleiden, Infektionskrankheiten, Lungen-, Magen-, Darm-, Milz- und Gallenerkrankungen, psychischen Erkrankungen, Schlaganfall und Lähmungen, Steinleiden, Schwindsucht, unklarem Fieber und Schmerzen, Vergiftungen, Verletzungen, Wurmbefall und Zahnschmerzen.

### Die Verbreitung des Werkes

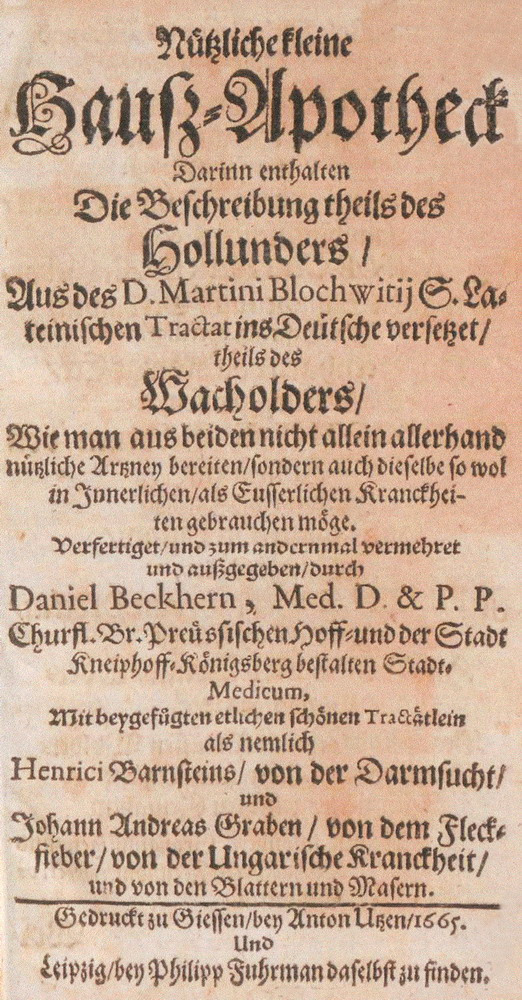
Titelblatt der Nützliche kleine Hausapotheke von 1665

- Die „Anatomia Sambuci“ von Dr. Martin Blochwitz wurde 1631, zwei Jahre nach seinem Tod, wahrscheinlich von seinem Bruder Johannes Blochwitz in Leipzig in lateinischer Sprache veröffentlicht.
- Zunächst wurde das Blochwitzsche Werk 1642  von dem Königsberger Mediziner und Universitätsprofessor Daniel Beckher der Ältere aus der lateinischen in die deutsche Sprache übersetzt und in dessen Buch, „Nützliche kleine Haus-Apotheke“ der Öffentlichkeit bekannt gemacht.[5][6] Die Schrift erlebte nach 1642 noch weitere Auflagen 1650, 1665, 1685 und ist die einzige Übersetzung in die deutsche Sprache.
- 1650 erschien die „Anatomia Sambuci“ in lateinischer Sprache in England, wurde dort 1651 von Christopher Irvine[7] übersetzt und 1655, 1670, 1677 in englischer Sprache, auch auf Empfehlung der Royal Society, publiziert.[8]
- 2010 wurde ein Reprint der „Anatomia sambuci“ aufgelegt.[9]
- Ebenfalls 2010 erschien eine englischsprachige aktualisierte Übersetzung der „Anatomia sambuci“.[10]

## Würdigung
Anlässlich der Eröffnung des Holunderschaugartens in Feldbach (Steiermark) wurde die Holunder-Neuzüchtung mit der bisherigen Bezeichnung Klon B2 am 23. Mai 2013 auf den Namen Blochwitz getauft.

## Unterschiedliche Schreibweise des Namens
Der Weg des Werkes 1642 nach Königsberg in Ostpreußen und 1650 nach London und die damit verbundenen Übersetzungen erklären die unterschiedlichen Schreibweisen des Namens Blochwitz. So finden sich seine Spuren unter den Namen „Blockwich“, „Blockwitz“, „Blochwich“ und „Blochwitz“.